# USS Saipan (CVL-48)
«Сайпан» (англ. USS Saipan (CVL-48)) — легкий авіаносець США однойменної серії.

## Історія служби

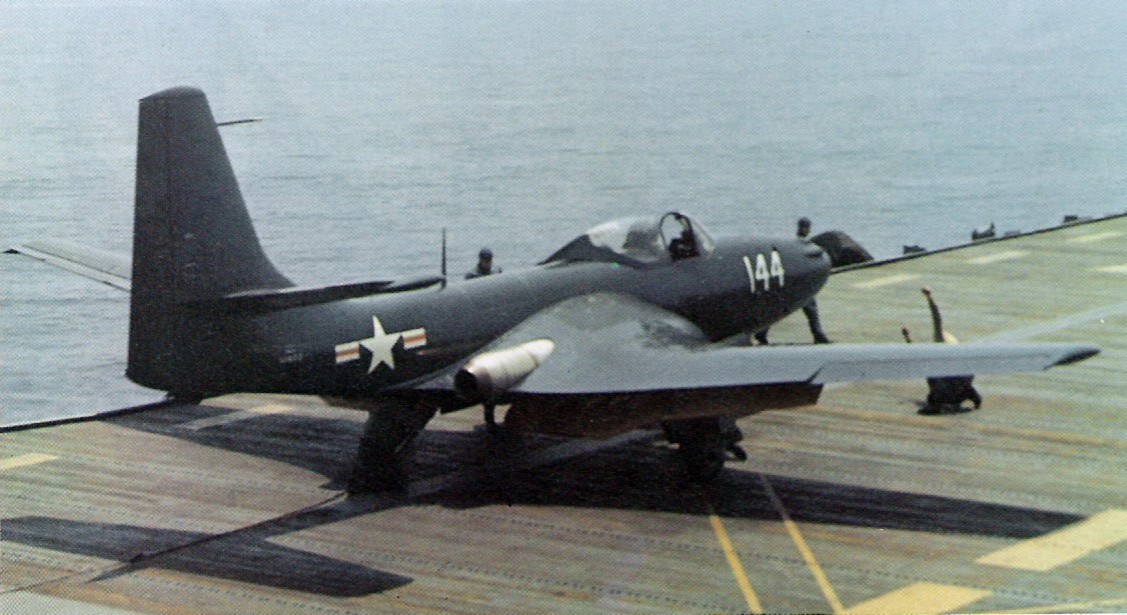
FH-1 «Фантом» на палубі «Сайпана», травень 1948 року

Після вступу у стрій використовувався для навчання та підготовки морських льотчиків .
З грудня 1947 року входив до складу навчального оперативного з'єднання та базувався у Норфолку, штат Вірджинія. У травні 1948 року отримав на озброєння першу у ВМС США палубну ескадрилью реактивних літаків FH-1 «Фантом».
3 березня 1957 року виведений в резерв.
У 1963—1966 роках переобладнаний в корабель ретрансляції зв'язку «Арлінгтон» (англ. Arlington), кораблю був присвоєний індекс AGMR-2 та знову введений у стрій 27 серпня 1966 року.
З 1967 року забезпечував дії ВМС США біля берегів В'єтнаму.
Виведений в резерв 14 січня 1970 року. 15 серпня 1975 року «Сайпан» був виключений зі списків флоту та незабаром був зданий на злам.

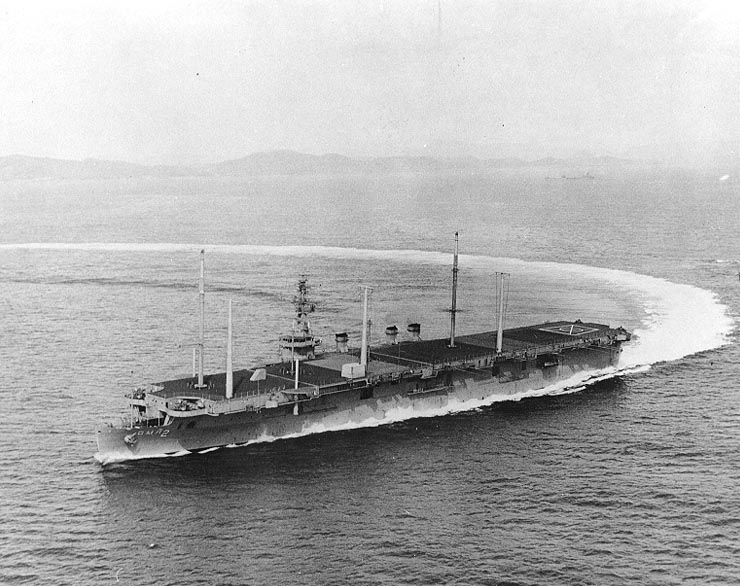
USS «Arlington» (AGMR-2), 1967 рік